# Роуз Лезли
Роуз Елинор Арбутнот-Лезли (енгл. Rose Eleanor Arbuthnot-Leslie, рођена 9. фебруара 1987. године), познатија као Роуз Лезли (Rose Leslie) је шкотска глумица. Најпознатија је по улози Игрит у ХБО серији фантастике „Игра престола“.

## Младост
Лезли је рођена у Абердину, и одрасла је у замку Ликлихед, наслеђу предака њене породице из 15-ог века, пре него што се преселила у Енглеску на школовање. Њен отац је Себастијан Арбутхот-Лезли, старешина Абердиншира од клана Лезлија, а њена мајка је Кандида Мери Сибила „Канди“ Лезли (рођена Велд). Лезли им је треће од петоро деце. Њени родитељи поседују Вортхил замак из 12-ог века у Абердинширу.
Лезлин прадеда је био Гилермо де Ланда и Ескандон (Guillermo de Landa y Escandón), који је служио као градоначелник Мексико Ситија. Ишла је у локалну основну школу у Абердинширу, а потом у приватну Милфилд школу у Енглеској, пре него што је провела три године у Лондонској академији музичке и драмске уметности, дипломиравши са титулом Бакалавара уметности 2008. године.

## Каријера
Лезли је направила свој први наступ у телевизијском филму из 2009. године New Town, за који је освојила шкотску BAFTA награду за најбоље глумачко извођење — Њу талент награду. У септембру и октобру 2010. године, појавила се у позоришту Глоуб у Нел Лејшоновој игри Bedlam. Појавила се као Гвен Доусон, служавка, у првој сезони ИТВ-јеве телевизијске драме „Даунтонска опатија“. Године 2012, почела је да глуми дивљакињу Игрит у ХБО серији фантастике Игра престола. Октобра 2013. године објављено је да ће Лезли глумити у другој сезони драме о теорији завере Утопија на Каналу 4.

## Филмографија

### Филм
| Година | Наслов       | Улога      | Напомене |
| ------ | ------------ | ---------- | -------- |
| 2009.  | New Town     | Ријан      |          |
| 2012.  |              | Фиона      |          |
| 2014.  | Медени месец | Би         |          |
| 2022.  | Смрт на Нилу | Луси Бурге |          |

### Телевизија
| Година    | Наслов        | Улога        | Напомене    |
| --------- | ------------- | ------------ | ----------- |
| 2008.     |               | Ким          | Епизода: "" |
| 2010.     |               | Гвен Доусон  | 7 епизода   |
| 2011.     |               | Лаура Вајр   | 2 епизоде   |
| 2012.     |               | Лина Холгејт | Епизода:    |
| 2012–2017 | Игра престола | Игрит        | 17 епизода  |